# 马雷克·马捷约夫斯基
马雷克·马捷约夫斯基（1981年12月20日拉贝河畔布兰迪斯-旧博莱斯拉夫），捷克足球运动员，於2010年夏季由英格兰足球冠军联赛球會雷丁足球俱乐部回國加盟布拉格斯巴達。